# فرانکو چیتی
فرانکو چیتی (ایتالیایی: Franco Citti؛ زادهٔ ۲۳ آوریل ۱۹۳۵-درگذشته ۱۴ ژانویه ۲۰۱۶) یک هنرپیشه اهل ایتالیا بود.
جمله معروف در سیسیل زن‌ها از شاتگان هم خطرناکترند در فیلم پدرخوانده اثر فرانسیس فورد کاپولا توسط وی بیان شد.

## درگذشت
فرانکو چیتی در ۱۴ ژانویه ۲۰۱۶ در سن ۸۰ سالگی درگذشت.

## فیلم‌شناسی
- آکاتونه (۱۹۶۱)
- ماما روما (۱۹۶۲)
- زندگی خشن (۱۹۶۲)
- Il giorno più corto  (۱۹۶۲), سرجو کوربوچی
- Requiescant (۱۹۶۶), کارلو لیتزانی
- ادیپ شهریار (۱۹۶۷)
- Seduto alla sua destra  (۱۹۶۸)
- Il magnaccio (۱۹۶۹)
- Gli angeli del 2000 (۱۹۶۹)
- La legge dei gangsters (۱۹۶۹)
- Pigsty (۱۹۶۹)
- Ostia (۱۹۷۰)
- دکامرون (فیلم) (۱۹۷۰)
- Una ragazza di Praga (۱۹۷۱)
- حکایت‌های کنتربری (فیلم) (۱۹۷۲)
- پدرخوانده (۱۹۷۲)
- اینگرید فاحشه خیابانی (۱۹۷۳)
- حکایت‌های ناپسند (۱۹۷۳)
- Storia de fratelli e de cortelli (۱۹۷۴)
- داستان‌های عشقی هزار و یک شب (۱۹۷۴)
- Todo modo (۱۹۷۶), الیو پتری
- Uomini si nasce poliziotti si muore (۱۹۷۶)
- گربه چشم‌یشمی (۱۹۷۷)
- کلبه ساحلی (۱۹۷۷)
- La luna (۱۹۷۹)
- سلام مریخی (۱۹۸۰)
- Il minestrone (۱۹۸۱)
- نامزد (۱۹۸۹)
- پدرخوانده: قسمت سوم (۱۹۹۰)
- راز (فیلم ۱۹۹۰) (۱۹۹۰)
- جشنواره (۱۹۹۶)
- I magi randagi  (۱۹۹۶)
- شهردار (فیلم) (۱۹۹۶)
- Cartoni animati (۱۹۹۸)
- Pier Paolo Pasolini e la ragione di un sogno (2001)